# 北海道道528号蕗之台朱鞠内停车场线
北海道道528号蕗之台朱鞠内停车场线（日语：北海道道528号蕗の台朱鞠内停車場線）是一条位于北海道上川综合振兴局管内雨龙郡幌加内町的普通道级道路（北海道道）。

## 道路概况
- 起点：北海道雨龙郡幌加内町蕗之台（＝北海道道688号名寄远别线交点）
- 終点：北海道雨龙郡幌加内町朱鞠内（＝JR北海道 旧朱鞠内站）
- 总長：16.7千米

旧称朱鞠内林道。

## 共线区间
- 幌加内町朱鞠内（国道275号）

## 经过的自治体
- 上川综合振兴局
  - 雨龙郡幌加内町

## 主要连接道路
- 幌加内町
  - 北海道道688号名寄远别线
  - 国道275号

## 历史
- 1966年3月31日 路線勘定。

## 其他
- 从与道道名寄遠別線的交差点起至雨龙第二大坝之间约約13千米的路段未进行道路敷设。该未敷设路段被作为林道使用，沿途并未有道级道路标示。
- 未敷设路段在冬季（11月上旬- 翌年5月下旬）禁止通行。
- 已撤销的JR北海道深名線与该未敷设路段并行，道级道路周边没有住户。